# Maîtrise de Radio France
La Maîtrise de Radio France és un cor musical de nois i noies fundat el 1946 per Maurice David i Henry Barraud. És una de les quatre formacions permanents de Radio France, juntament amb l'Orquestra Nacional de França, l'Orchestre Philharmonique de Radio France i el Chœur de Radio France.
Aquesta escolania té per objectiu donar a conèixer el repertori coral francès i interpretar obres musicals encarregades expressament per Radio France. El seu repertori és eclèctic i va des de la polifonia del segle xv fins a la música contemporània. Ha actuat a molts països d'Europa, als Estats Units i a l'Àsia. Ha aconseguit prestigi pel fet de treballar amb el màxim de rigor i qualitat interpretativa.

## Directors
- 1946-1953: Marcel Couraud i Jacques Besson
- 1953-1964: Jacques Besson i Jacques Jouineau
- 1953-1979: Jacques Jouineau
- 1979-1984: Henri Farge
- 1984-1989: Michel Lasserre de Rozel
- 1989-1998: Denis Dupays
- 1998-2007: Toni Ramon i Mimó